# 埃斯佩兰萨 (帕拉伊巴州)
埃斯佩兰萨（葡萄牙語：Esperança）是巴西帕拉伊巴州的一个市镇。总面积274.93平方公里，总人口30805人，人口密度112人/平方公里。